# Mária Mednyánszky
Mária Mednyánszky (née le 7 avril 1901 à Budapest, morte le 22 décembre 1978 dans la même ville) est une pongiste hongroise. C'est la première championne du monde de l'histoire du tennis de table. Elle a remporté le titre individuel cinq fois consécutives de 1926 à 1931, et a été finaliste en 1932 et 1933, et a remporté le titre en double à sept reprises, dont six fois avec sa compatriote Anna Sipos.
Mária Mednyánszky est élue au Temple de la renommée du tennis de table en 1993.